# Digitalsteuer
Der Begriff Digitalsteuer bezeichnet verschiedene Konzepte zur Mindestbesteuerung der digitalen Wirtschaft. Digitale Unternehmen können ihre Produkte grenzüberschreitend anbieten und Gewinne erzielen, ohne im betreffenden Land eine klassische Betriebsstätte zu unterhalten. Außerdem werden zunehmend schwer zu beziffernde immaterielle Vermögenswerte, Daten und Dienstleistungen zum Handelsgut. Deshalb werden ihre Erträge im Steuerrecht oft nicht erfasst und sie bleiben unbesteuert. Diese Steuerungerechtigkeit soll durch eine Digitalsteuer beseitigt werden.

## Hintergrund
Bei international tätigen Unternehmen stellt sich stets die Frage, inwieweit eine Besteuerung am Ort der Betriebsstätte (Ansässigkeitsbesteuerung) erfolgen soll oder dort, wo die Einkünfte erzielt werden (Quellenbesteuerung). Zur Regelung dieser Frage unter Vermeidung einer Doppelbesteuerung gibt es beispielsweise Doppelbesteuerungsabkommen. Die Staaten haben dabei unterschiedliche Interessen, wie das Steueraufkommen verteilt werden soll; Schwellen- und Entwicklungsländer als typische Quellenstaaten fordern seit jeher ein größeres Gewicht der Quellenbesteuerung gegenüber der Ansässigkeitsbesteuerung, welche wiederum Deutschland als Kapitalexportland hochhielt. Für das Ansässigkeitsprinzip spricht, dass die Unternehmen von den staatlichen Leistungen des Sitzstaates profitieren und deshalb an dessen Finanzierung mitwirken sollen.
Die Digitalisierung hat die Diskussion nun insoweit verändert, als weltweit führende Digitalunternehmen ohne relevante Betriebsstätte im Inland auskommen und damit typische Ansässigkeitsstaaten wie Deutschland und andere Länder der Europäischen Union insoweit zu typischen Quellenstaaten zu werden drohen. So sind typische Online-Unternehmen in mehreren Ländern digital präsent, bieten Verbrauchern dort ihre Leistungen an, schließen Verträge mit ihnen ab und nutzen so umfassend die Infrastruktur und die Institutionen des Rechtsstaates, während sie aus steuerlicher Sicht dort als nicht präsent gelten, oder ihre Wirtschaftsmodelle nicht als steuerpflichtig erfasst sind. Dem soll durch eine Digitalsteuer abgeholfen werden.
Von einer Besteuerung digitaler Vorgänge betroffene Unternehmen sind vorrangig global operierende Großkonzerne, deren Ressourcen und Marktstellung ausreicht, steuerliche Vorteile ebenfalls global auszunutzen, indem sie Gewinne in Staaten mit niedrigeren Steuersätzen verlagern. Grenzüberschreitend tätige digitale Unternehmen können durch aggressive Steuerplanung die Effektivbesteuerung bis auf Null senken. Dazu gehören vor allem US-amerikanischen Technologie-Unternehmen, die die Pioniere des E-Business waren, insbesondere die Internetkonzerne Google (respektive die heutige Google-Mutter Alphabet), Apple, Facebook und Amazon (allgemein auch als GAFA bezeichnet, daher auch manchmal als GAFA-Steuer bezeichnet), die „Big Four“ des Onlinehandels (E-Commerce) und der Onlinewerbung. Dazu treten zunehmend Akteure aus Asien, wie Alibaba.

## Europäische Union

### Richtlinie zur Mindestbesteuerung
Eine besondere Situation entsteht in der EU dadurch, dass zwar gem. Art. 26 AEUV ein Europäischer Binnenmarkt verwirklicht werden soll und das Europäische Parlament und der Rat gemäß dem ordentlichen Gesetzgebungsverfahren nach Anhörung des Wirtschafts- und Sozialausschusses die Maßnahmen zur Angleichung der Rechts- und Verwaltungsvorschriften der Mitgliedstaaten erlassen, welche die Errichtung und das Funktionieren des Binnenmarkts zum Gegenstand haben. Dies gilt gem. Art. 114 Abs. 2 AEUV jedoch nicht für die Bestimmungen über die Steuern. Nach dem Prinzip der begrenzten Einzelermächtigung liegt die Regelungsbefugnis insoweit bei den Mitgliedstaaten.
Unbeschadet des Art. 114 AEUV kann der Rat aber gem. Art. 115 in einem besonderen Gesetzgebungsverfahren sog. delegierte Rechtsakte erlassen. Aufgrund dieser Auffangbestimmung hatte die Europäische Kommission am 21. Dezember 2021 einen Vorschlag für eine Richtlinie zur Gewährleistung einer globalen Mindestbesteuerung vorgelegt. Die Richtlinie (EU) 2022/2523 des Rates vom 14. Dezember 2022 zur Gewährleistung einer globalen Mindestbesteuerung für multinationale Unternehmensgruppen und große inländische Gruppen in der Union wurde am 22. Dezember 2022 im Amtsblatt der Europäischen Union veröffentlicht und musste bis zum 31. Dezember 2023 in den Mitgliedstaaten umgesetzt werden.

### Frühere Gesetzgebungsinitiativen
Im Durchschnitt unterliegen digitale Geschäftsmodelle in der EU einem effektiven Steuersatz von lediglich 8,5 %, während herkömmliche Unternehmen durchschnittlichen Effektivsteuersätzen von 21 bis 23 % unterliegen (Stand 2017). Das Problem wird dadurch verschärft, dass einzelne Mitgliedsstaaten wie Irland einseitige Steuervorteile gewähren, so dass der Effektivsteuersatz sogar bei unter Null liegen kann.
In seiner Rede zur Lage der Union am 13. September 2017 unterstrich Kommissionspräsident Jean-Claude Juncker die Forderung der Europäischen Kommission nach einer gerechten Besteuerung für die Digitalwirtschaft. Um schneller und effizienter entscheiden zu können, sprach er sich dafür aus, bei Beschlüssen über eine faire Besteuerung der Digitalwirtschaft und über die Finanztransaktionssteuer die Beschlussfassung mit qualifizierter Mehrheit statt mit Einstimmigkeit einzuführen.
Beim informellen ECOFIN-Rat in Tallinn am 16. September 2017 forderte die Estnische EU-Ratspräsidentschaft mit Unterstützung zahlreicher Mitgliedstaaten die Kommission auf, wirksame Lösungen zur fairen Besteuerung der digitalen Wirtschaft vorzuschlagen. Jedes weitere Jahr in dem nichts unternommen wird, führe laut EU-Ratsvorsitz zu weiteren Wettbewerbsverzerrungen, verlorenen Steuereinnahmen und einzelne Länder können weiterhin den Binnenmarkt unterminieren. Diese Lücke im internationalen Steuerrecht müsse deshalb dringend geschlossen werden.
Am 21. September 2017 legte die EU-Kommission einen Fahrplan vor, nach dem die Behörde unterschiedliche Optionen für eine Digital-Steuer prüfen will. Ziel der Kommissionsinitiative sei, dass Unternehmenserträge langfristig auch in der digitalen Welt dort besteuert werden, wo sie anfallen. Als politische Hürde wird die erforderliche Einstimmigkeit für neue Regelungen betrachtet, da sich vor allem Länder wie Irland und Luxemburg, die den Internetkonzernen bisher Steuervorteile gewährt haben, gegen gemeinsame Regeln stellen.
Am 21. März 2018 hat die Europäische Kommission im ECOFIN einen „Vorschlag für eine Richtlinie des Rates zur Festlegung von Vorschriften für die Unternehmensbesteuerung einer signifikanten digitalen Präsenz“ vorgelegt. Der Richtlinienvorschlag enthält eine juristische Definition einer digitalen Betriebsstätte. Zusätzlich wurde ein „Vorschlag für eine Richtlinie des Rates zum gemeinsamen System einer Digitalsteuer auf Erträge aus der Erbringung bestimmter digitaler Dienstleistungen“ vorgelegt. Diese indirekte Steuer würde auf Erträge angewandt, die mit bestimmten, bisher überhaupt nicht besteuerten digitalen Tätigkeiten erwirtschaftet werden. Dadurch sollen Umsätze durch Geschäfte mit Kundendaten besteuert werden, die etwa mit personalisierter Werbung oder durch die Vermittlung von Anbietern und Kunden auf Plattformen wie z. B. Airbnb erzielt werden. Nicht gemeint sind Umsätze durch Verkäufe etwa von Filmen oder Büchern. Die Steuereinnahmen würden von den Mitgliedstaaten erhoben, in denen die Nutzer ansässig sind. Die Besteuerung würde nur für Unternehmen mit jährlichen weltweiten Gesamterträgen in Höhe von 750 Mio. EUR und EU-Erträgen in Höhe von 50 Mio. EUR gelten. Es wird ein Steuersatz von drei Prozent vorgeschlagen, was zu jährlichen Steuereinnahmen von insgesamt etwa fünf Milliarden Euro für die Mitgliedstaaten führen würde.
Am 13. Dezember 2018 hat das Europäische Parlament mit breiter Mehrheit den Vorschlag der EU-Kommission angenommen. Die Europaparlamentarier plädierten dafür, den Grenzwert auf 40 Millionen Euro Online-Umsatz innerhalb der EU pro Jahr zu reduzieren. Das EU-Parlament hat in dem Bereich der Besteuerung jedoch lediglich eine beratende Rolle.
Im März 2019 scheiterte hingegen dieser vom Europaparlament angenommene Vorschlag der EU-Kommission letztlich am Widerstand einiger Finanzminister aus Dänemark, Irland, Finnland und Schweden.
Verhandlungen der EU mit den USA über eine einheitliche Digitalsteuer wurden im Juni 2020 vom US-amerikanischen Finanzminister Steven Mnuchin unter Verweis auf fehlende Verhandlungsfortschritte abgebrochen.
Die Kommission wartete daher zunächst den weiteren Verhandlungsprozess auf OECD-Ebene zur Einführung einer internationalen Mindestbesteuerung sowie der Umverteilung von Besteuerungsrechten im Rahmen des sogenannten Zwei-Säulen-Modells ab.

## Mitgliedstaaten

### Deutschland
Nach einer Emnid-Umfrage sind 75 Prozent der Deutschen dafür, dass große Internetunternehmen auf ihren Umsatz im jeweiligen EU-Land Steuern bezahlen. Im Koalitionsvertrag der 19. Wahlperiode des Bundestages vom 7. Februar 2018 wurde vereinbart: „Wir werden Maßnahmen für eine angemessene Besteuerung der digitalen Wirtschaft ergreifen“.
Deutschland wollte sich dafür einsetzen, dass sich die EU bis Ende des Jahres 2018 auf eine Digitalsteuer einigt. Dies ging aus der „Meseberger Erklärung“ vom Juni 2018 hervor, die von Bundeskanzlerin Angela Merkel und Frankreichs Präsident Emmanuel Macron vorgelegt wurde. Am 18. November 2018 hatte Bundesfinanzminister Olaf Scholz jedoch der raschen Einführung einer EU-Digitalsteuer eine Absage erteilt. Er wollte vielmehr im Rahmen der Organisation für wirtschaftliche Zusammenarbeit und Entwicklung (OECD) Regeln zur Mindestbesteuerung und zur Besteuerung der digitalen Unternehmen vereinbaren. Eine Einigung auf OECD-Ebene – in der auch die USA Mitglied ist – galt jedoch als unwahrscheinlich, da die Digitalsteuer vor allem US-Unternehmen treffen würde. Die französische Regierung warf deshalb der Bundesregierung in dieser Frage ein Ausbremsen vor.
Am 28. Dezember 2023 trat das Gesetz zur Umsetzung der Richtlinie (EU) 2022/2523 des Rates zur Gewährleistung einer globalen Mindestbesteuerung und weiterer Begleitmaßnahmen vom 21. Dezember 2023 in Kraft. Nach dem Gesetz zur Gewährleistung einer globalen Mindestbesteuerung für Unternehmensgruppen (Mindeststeuergesetz – MinStG) unterliegen seitdem im Inland belege Geschäftseinheiten, die zu einer Unternehmensgruppe gehören, welche jährliche Umsatzerlöse von 750 Millionen Euro oder mehr ausweist, einer Mindeststeuer (§ 1 MinStG).

### Österreich
Nach einer Kieskompas-Umfrage von 2018 befürworten 87,8 Prozent der Österreicher die Einführung einer Digitalsteuer für große Unternehmen.
Bundeskanzler Sebastian Kurz kündigte Ende Dezember 2018 die Einführung einer nationalen Digitalsteuer zur teilweisen Finanzierung einer größeren Steuerreform an. Ziel ist „eine Besteuerung von Konzernen, die online große Gewinne erzielen, aber kaum Steuern bezahlen“. Die Ankündigung sorgte für Aufsehen in internationalen Medien, vor allem in der EU. Im April 2019 hatte die Bundesregierung Kurz I eine Digitalsteuer initiiert, die aber wegen der seinerzeitigen Regierungskrise nicht umgesetzt wurde, und erst mit 2020 eingeführt wird (Digitalsteuergesetz 2020).[veraltet] Das Maßnahmenpaket umfasst volle Umsatzsteuerpflicht für Onlineversand auch für im Ausland ansässige Unternehmen (indem die Plattform selbst als Lieferer gilt), eine ausnahmslose Einfuhrumsatzsteuer für über Online-Plattformen gekaufte Produkte, und eine Werbeabgabe auch für Onlinewerbung, sowie eine Informationsverpflichtung über Buchungen und Umsätze für Vermittlungsplattformen.
Details sorgen für Kritik. So wird vorgeworfen, dass zur Erleichterung der Erfassung der Onlinebuchungen eine „Totalüberwachung“ von Endnutzern eingeführt würde, die der Vorratsdatenspeicherung nahe kommt. Andere Kritiker gehen davon aus, dass – was werbefinanzierte Angebote und Vertriebsplattformen betrifft – nicht Großkonzerne die Steuer bezahlen werden, sondern die werbetreibenden Unternehmen selbst und in weiterer Folge gegebenenfalls die Konsumenten, davor warnten etwa Fachverbände wie die Bundessparten Handel oder Werbung–Marktkommunikation der Wirtschaftskammer Österreich. Dieser an sich wirtschaftlich völlig normale Vorgang, dass ein Anbieter seine Kosten in seine Preisgestaltung einfließen lässt, ist vom Gesetzgeber erwünscht, denn das gleicht illegitime Wettbewerbsvorteile aus, und eröffnet Mitbewerbern fairere Chancen. So begrüßte der Verband Österreichischer Zeitungen (VÖZ) in einer Aussendung diesen Teil des Digitalsteuerpakets.
Seit Ende Jänner 2020 kursiert ein Schreiben von Google, in welchem angekündigt wird, dass das Unternehmen die neue Digitalsteuer auf österreichische werbetreibende Kunden abwälzen wird. Inwieweit die faktische Alternativlosigkeit, zu einem anderen – günstigeren – Anbieter zu wechseln, wegen der marktbeherrschenden Stellung der amerikanischen Suchmaschine schon ein kartellrechtlicher Sachverhalt ist, ist Teil der internationalen Diskussion.
Ab 1. November 2020 wird Google die Digitalsteuer in der Höhe von 5 % in Österreich an seine Endkunden weiterreichen. Die österreichische Regierung wiederum ist gegen eine Sanierung dieser Digitalsteuer und empfiehlt österreichischen Unternehmen als Alternative „verstärkt in heimischen Medien“ zu inserieren.
Anfang Juni 2020 haben die Vereinigten Staaten ein Verfahren gegen Österreichs Digitalsteuer eingeleitet, da man die Maßnahmen für diskriminierend gegenüber US-Konzernen hält. Es werden Strafzölle angedroht, die ein Vielfaches der neuen Abgabe umfassen sollen. Die Digitalsteuer sollte dem österreichischen Fiskus rund 20 Millionen Euro pro Jahr an zusätzlichen Einnahmen bringen.
Mit 31. Dezember 2023 ist das Mindestbesteuerungsgesetz zur Umsetzung der Richtlinie (EU) 2022/2523 in Kraft getreten.

### Frankreich
Am 17. Dezember 2018 gab Wirtschafts- und Finanzminister Bruno Le Maire die Einführung einer Digitalsteuer zum 1. Januar 2019 bekannt, in der neben der Umsatzbesteuerung, auch die Werbeeinnahmen und der Verkauf persönlicher Daten besteuert werden.
Die dreiprozentige Steuer soll bei Unternehmen erhoben werden, die einen Umsatz von 750 Millionen Euro weltweit und davon mehr als 25 Millionen Euro in Frankreich erzielen, und beträfe etwa dreißig zumeist US-amerikanische Unternehmen. Sie soll zu Mehreinnahmen von rund 500 Millionen Euro pro Jahr führen.
Zugleich setzt die französische Regierung unter Präsident Emmanuel Macron weiterhin auf eine Digitalsteuer innerhalb der Europäischen Union.
Allerdings setzte Frankreich, wohl auf Druck der USA, diese Steuer wieder aus, wie auf dem Weltwirtschaftsforum 2020 in Davos bekannt wurde. Bis Jahresende 2020 wurde eine endgültige Lösung in dieser Frage in Aussicht gestellt, wohl auch weil nach einer global einvernehmlichen Lösung gesucht werde.
Ab 1. Mai 2021 erhebt Google bei Werbetreibenden sogenannte gesetzliche Betriebskosten von 2 % für Anzeigen, die in Frankreich ausgeliefert werden. Diese Betriebskosten ergeben sich im Zusammenhang mit der Einhaltung der gesetzlichen Vorgaben zur Steuer auf digitale Dienste, in Frankreich entstehen.

### Italien
In Italien ist seitens der Regierung eine Digitalsteuer auf nationaler Ebene geplant.
Das US-Unternehmen Apple hatte im Steuerstreit mit der italienischen Steuerbehörde bereits im Dezember 2015 eine Nachzahlung von 300 Millionen Euro akzeptiert. Google erklärte sich im Mai 2017 bereit, für in den Jahren 2009 bis 2013 in Italien erwirtschaftete, aber in Irland versteuerte Gewinne, 306 Millionen Euro zu zahlen. Amazon unterschrieb im Dezember 2017 ein Abkommen über die Zahlung von 100 Millionen Euro an Italien. Auch Facebook akzeptierte eine Nachzahlung von mehr als 100 Millionen Euro für den Zeitraum 2010 bis 2016.

### Spanien
Auf nationaler Ebene plant auch die spanische Regierung mit einem am 23. Oktober 2018 veröffentlichten Gesetzentwurf die Einführung einer Digitalsteuer.

## Schweiz
Nach der Eidgenössischen Volksabstimmung über die OECD-Mindeststeuer für Unternehmen im Juni 2023 erhielt der Bundesrat nach einer Verfassungsänderung die Kompetenz, die OECD/G20-Mindestbesteuerung temporär auf dem Verordnungsweg umzusetzen. Nach Art. 2 der Mindestbesteuerungsverordnung vom 22. Dezember 2023 sind die Mustervorschriften zur weltweiten Bekämpfung der Gewinnverkürzung und Gewinnverlagerung des Inclusive Framework on Base Erosion and Profit Shifting der OECD und der G20-Staaten (Global Anti-Base Erosion Model Rules (Pillar Two), GloBE-Mustervorschriften) direkt für die internationale Ergänzungssteuer und sinngemäß für die schweizerische Ergänzungssteuer anwendbar. Damit soll der Abfluss von Steuersubstrat aus der Schweiz ins Ausland verhindert werden.

## Vereinigtes Königreich
Am 29. Oktober 2018 kündigte der britische Finanzminister Philip Hammond an, dass Internetkonzerne in Großbritannien nach dem Austritt aus der EU eine Digitalsteuer bezahlen sollen, die Digital services tax. Die Steuer solle laut Hammond auf die Umsätze erhoben werden, die auf britischem Boden erzielt werden, und gelte nur für Unternehmen, die einen jährlichen globalen Umsatz von mehr als 500 Millionen Pfund haben. Die Konzerne sollen dann eine Steuer von zwei Prozent auf das mit britischen Nutzern verdiente Geld zahlen. Großbritanniens Regierung rechnet durch die Steuer ab 2020 mit jährlichen Einnahmen von rund 400 Millionen Pfund. Hammond wolle sich dafür einsetzen, dass andere Staaten nachziehen.